# Compter en coréen

## Introduction
Compter des objets, des animaux ou des personnes en coréen est assez spécifique, probablement hérité des classificateurs en chinois, que l'on retrouve également dans les compteurs en japonais. En effet, il est nécessaire d'intercaler entre le nombre et l'objet du comptage un suffixe dépendant de la nature de cet objet ; ce suffixe est appelé un compteur.
De plus, en coréen, il existe deux systèmes de numération différents, la numération d'origine coréenne et celle d'origine sino-coréenne. Chaque compteur est à utiliser avec un de ces deux systèmes. 

### Exemple
- 버스 표 열 장 (beoseu pyo yeol jang) = 10 tickets.
- 열 과 (yeol gwa) = 10 leçons.
- 십 과 (sip gwa) = leçon 10.

## Liste des compteurs
| Compteur | Romanisation | Système de numération | Utilisation                                                                                     |
| -------- | ------------ | --------------------- | ----------------------------------------------------------------------------------------------- |
| 개       | gae          | Coréen                | Compteur par défaut, s'il n'y en pas d'autre.                                                   |
| 세       | se           | Sino-Coréen           | Âge                                                                                             |
| 살       | sal          | Coréen                | Age                                                                                             |
| 사람     | saram        | Coréen                | Personne (informel)                                                                             |
| 명       | myeong       | Coréen                | Personne (informel)                                                                             |
| 분       | bun          | Coréen                | Personne (poli)                                                                                 |
| 마리     | mari         | Coréen                | Animal                                                                                          |
| 그루     | geuru        | Coréen                | Arbre                                                                                           |
| 송이     | song-i       | Coréen                | Fleur                                                                                           |
| 포기     | pogi         | Coréen                | Chou chinois (Pe-tsaï)                                                                          |
| 척       | cheok        | Coréen                | Bateau, vaisseau                                                                                |
| 병       | byeong       | Coréen                | Bouteille                                                                                       |
| 잔       | jan          | Coréen                | Tasse, verre                                                                                    |
| 대       | dae          | Coréen                | Véhicule, machine                                                                               |
| 채       | chae         | Coréen                | Maison                                                                                          |
| 층       | cheung       | Sino-Coréen/Coréen    | Étage                                                                                           |
| 과       | gwa          | Coréen                | Leçon (compter)                                                                                 |
| 과       | gwa          | Sino-Coréen           | Leçon                                                                                           |
| 자루     | jaru         | Coréen                | objets longs : outils (pioche, houe), matériel d'écriture (stylo, craie) ou arme (lance, fusil) |
| 장       | jang         | Coréen                | Papier                                                                                          |
| 권       | gwon         | Coréen                | Livre                                                                                           |
| 통       | Tong         | Coréen                | Message, lettre                                                                                 |
| 원       | won          | Sino-Coréen           | Monnaie                                                                                         |
| 그릇     | geureut      | Coréen                | Plat                                                                                            |
| 캔       | kaen         | Coréen                | Boite de conserve, canette                                                                      |
| 봉지     | bongji       | Coréen                | Sachet, sac                                                                                     |
| 벌       | beol         | Coréen                | Habit, vêtement                                                                                 |
| 켤레     | kyeolle      | Coréen                | Gant, chaussette, chaussure                                                                     |
| 마디     | madi         | Coréen                | Phrase, chanson                                                                                 |
| 년/연    | nyeon/yeon   | Sino-Coréen           | Année                                                                                           |
| 해       | hae          | Coréen                | Année                                                                                           |
| 월       | wol          | Sino-Coréen           | Mois                                                                                            |
| 달       | dal          | Coréen                | Mois (compter)                                                                                  |
| 주       | ju           | Coréen/Sino-Coréen    | Semaine                                                                                         |
| 일       | il           | Sino-Coréen           | Jour                                                                                            |
| 시/시간  | si/sigan     | Coréen                | Heure                                                                                           |
| 분       | bun          | Sino-Coréen           | Minute                                                                                          |
| 초       | cho          | Sino-Coréen           | Seconde                                                                                         |

## Note
- (de) Cet article est partiellement ou en totalité issu de l’article de Wikipédia en allemand intitulé « Liste koreanischer Zählwörter » (voir la liste des auteurs).